# Stéphane Laurent
Pour l’article homonyme, voir Stéphane Laurent (historien).
Stéphane Laurent est un journaliste et un écrivain français né à Belfort le 26 avril 1970 et mort à Strasbourg le 8 août 2011.

## Biographie
Il publie ses premiers textes de fiction dans la revue Nouvelle Donne à la fin des années 1990. Nouvelliste, il a notamment obtenu en 2001 le prix Nouvelle au pluriel et en 2003 un prix de la Société civile des auteurs multimédia[réf. nécessaire]. Il est également l'auteur de fictions radiophoniques diffusées sur les ondes de la RTBF dès 1998. 
À partir de 2001, Stéphane Laurent est journaliste et collabore à différents supports de presse tels que Les Saisons d'Alsace (Strasbourg), Passion Vosges (Strasbourg), Le Ligueur (Bruxelles) et la revue Convergence (Strasbourg)[réf. nécessaire]. Il réalise aussi des travaux d'édition et de réécriture pour les éditions La Nuée bleue. Il a en outre publié plusieurs livres chez ce même éditeur : L'Alsamanach 2006 - L'Alsace au jour le jour, L'Alsamanach 2007 - Une année avec Tomi Ungerer (illustré par l'artiste Tomi Ungerer) et L'Alsamanach 2008 - Quarante ans après, l'Alsace de 1968. Ces ouvrages présentent l'ensemble d'une année au fil de textes et de photos consacrés au patrimoine, à l'histoire ou à la culture en Alsace.
Stéphane Laurent est aussi l'auteur de Bonheurs d'enfance, coécrit avec Richard Kleinschmager et paru en septembre 2008.  
Il a traduit et adapté - en collaboration avec le metteur en scène Gilles Merle - la pièce britannique Gasping de Ben Elton, jusqu'alors inédite en français et créée à cette occasion à Strasbourg sur la scène du théâtre du Cube Noir du 18 décembre 2010 au 5 janvier 2011. En juin 2011, il fait paraître un livre d'entretiens avec Thierry Carbiener (ancien maire de Saverne, conseiller général du Bas-Rhin) aux éditions Do Bentzinger (Colmar).